# シオサイア・フィフィタ
シオサイア・フィフィタ（Siosaia Fifita、1998年12月20日 - ）は、ジャパンラグビーリーグワントヨタヴェルブリッツに所属するラグビーユニオン選手。

## プロフィール
- トンガ出身[1]。高校1年のときに来日
- ポジションはセンター(CTB)。
- 身長 187 cm、体重 110 kg
- 好きな食べ物はお寿司でその中でもサーモンが1番の好物。
- 趣味は映画鑑賞、買い物、カフェ、カラオケ
- ジュニア・ジャパンに選ばれたことがある[2]。
- U20日本代表に選ばれたことがある[3]。
- 日本代表キャップは16。（2024年11月24日現在)
- 契約メーカーはadidas

## 略歴
2017年、日本航空石川卒業後、天理大学に入る。なお日本航空石川時代、高校日本代表に選ばれたことがある。
2019年11月、サンウルブズの2020シーズンスコッドに選ばれた。
2021年、近鉄ライナーズに加入。同年4月3日に行われたジャパンラグビートップチャレンジリーグ2021順位決定戦第2節豊田自動織機シャトルズ戦に先発出場で日本での公式戦初出場を果たす。同年6月26日に行われたリポビタンDツアー2021ブリティッシュ・アンド・アイリッシュ・ライオンズ戦にて先発出場で日本代表初キャップを獲得した。
2023年、トヨタヴェルブリッツに加入。